# クプファーツェル
クプファーツェル (ドイツ語: Kupferzell) は、ドイツ連邦共和国バーデン＝ヴュルテンベルク州ホーエンローエ郡に属す町村（以下、本項では便宜上「町」と記述する）。

## 地理

### 位置
クプファーツェルは、コッハー川支流のクプファー川沿いに位置している。

### 自治体の構成
クプファーツェルは、旧自治体のエッシェンタール、フェスバッハ、ゴッゲンバッハ、マンゴルトザル、ヴェスターナハが合併して成立した自治体で、以下の21地区からなる。
- クプファーツェル地区: レヒバッハ、シャフホーフ、ウルリッヒスベルクの各地区を包含する。
- エシェンタール地区: アインヴァイラー、フェスバッハ、クーバッハ、キュンスバッハ、リュプリンゲンの各地区を包含する。
- ゴッゲンバッハ地区
- マンゴルトザル地区: フュスバッハ地区を包含する。
- ヴェスターナハ地区: バウアースバッハ、ベルターツロート、ベルツハク、ヘッセルブロン、レーヒャーホルツ、ノイ＝クプファー、シュテークミューレの各地区を包含する。

## 歴史
クプファーツェルの名前は、ある隠修士がクプファー川沿いに庵を建てて隠遁したことに由来する。これが"Zelle an der Kupfer"（クプファー川沿いの庵）と呼ばれたのが地名となった。
クプファーツェルが初めて文献上で言及されるのは1236年で、この時には単に"Celle"と記載されている。現在の表記は15世紀に初めて登場する。クプファーツェルは、長い以前からホーエンローエ家の所領であったが、1553年の所領の分割により、ホーエンローエ＝ヴァルデンブルク家の地所となった。
1684年以降は、ホーエンローエ＝ヴァルデンブルク＝シリングスフュルストの家系に属した。1721年に宮廷の城館が建設され、クプファーツェルは、シリングスフュルスト伯領の首都となった。帝国代表者会議主要決議に従って、この村は、他のホーエンローエ家の所領と同様、1806年にヴュルテンベルク王国領となった。

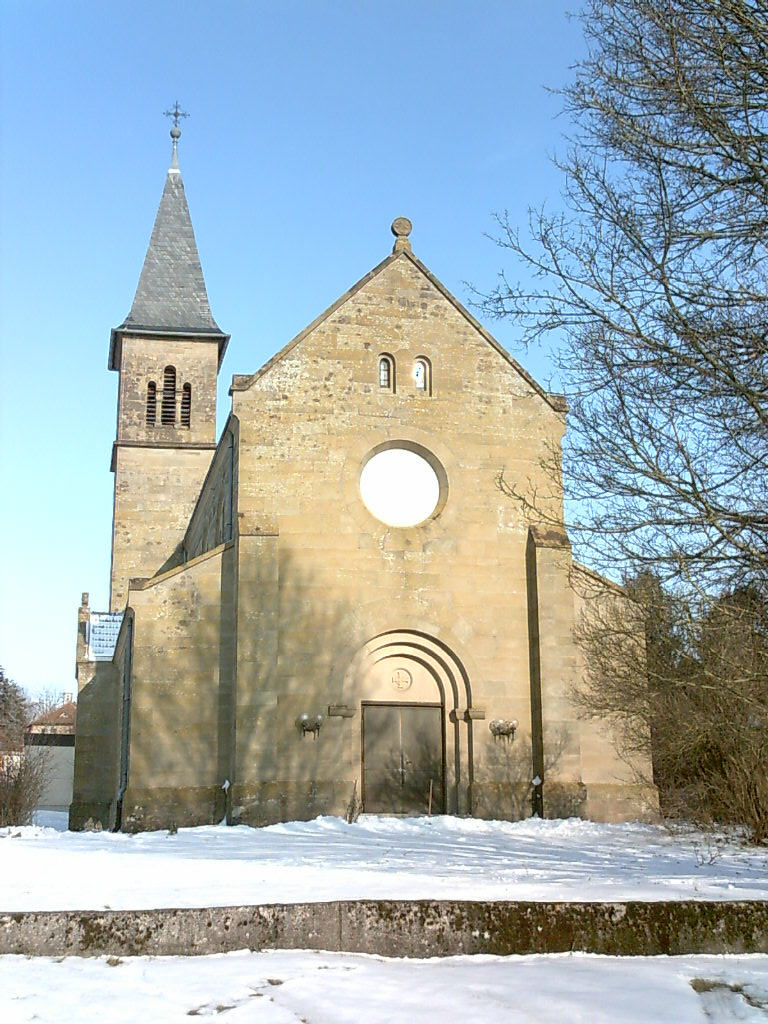
カトリックの聖ミヒャエル教会

### 宗教
教区教会は、1236年から村に存在していることが明らかとなっている。宗教改革の時代、この村は一旦、プロテスタントに改宗した。その後、カトリック系のホーエンローエ＝ヴァルデンブルク＝シリングスフュルスト伯の首都となったことで1719年には、カトリック教会が再興され、伯の庇護を受けた。

### 市町村合併
1972年1月1日、クプファーツェルにフェスバッハ、マンゴルトザル、ヴェスターナハ、エシェンタールおよびゴッゲンバッハが合併し、新たな自治体としてのクプファーツェルが誕生した。

## 行政

### 議会
この町の議会は25議席からなる。

## 経済と社会資本

### 交通

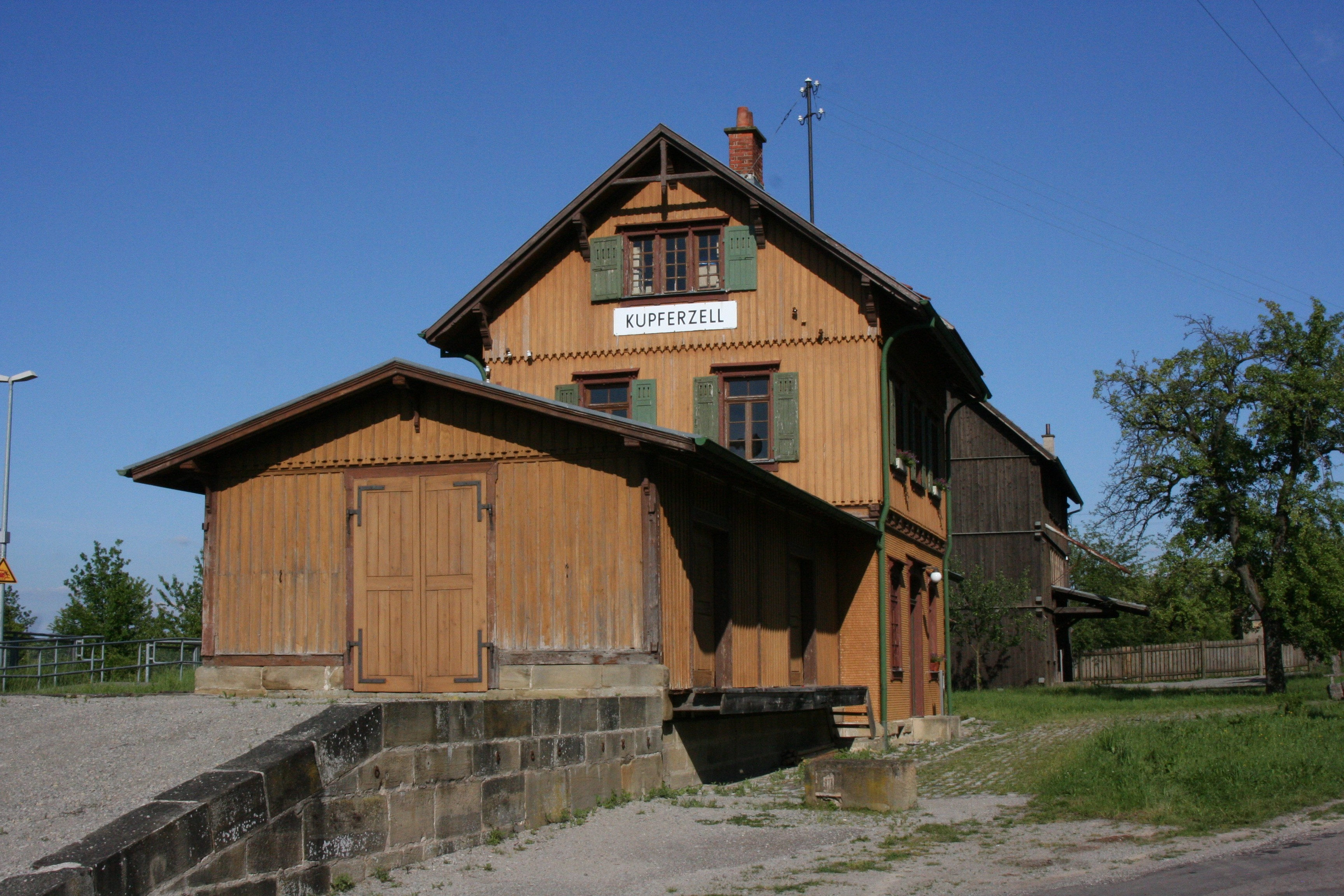
ヴァッカースホーフェンの野外博物館に保存されている旧クプファーツェル駅の駅舎

クプファーツェルは、連邦アウトバーンA6号 ザールブリュッケン - ヴァイトハウス線を介して、ドイツ国内のみならず、フランスやチェコをも含む長距離交通網への交通の便の良い場所にある。かつては、コッハータール鉄道により鉄道路線網にも結ばれていたが、1991年までに撤廃された。

### 教育
クプファーツェル城の中には、農業および家政学の州立アカデミーがある。

## 文化と見所

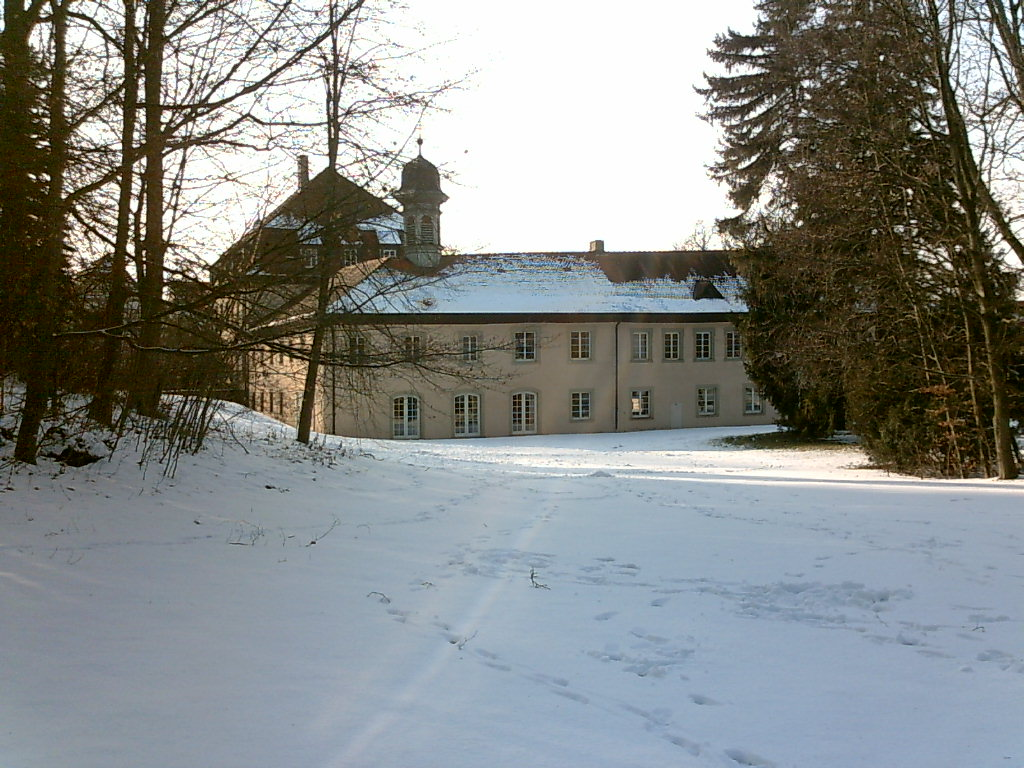
クプファーツェル城

### 建築
かつての宮廷の城館は、1721年にフィリップ・エルンスト伯により建設された。
かつてのクプファーツェル駅の駅舎は、ヴァッカースホーフェンのホーエンローエ野外博物館に移築された。この駅舎は、旧ヴュルテンベルク国営鉄道のローカル線駅舎の典型的な形態を示している。
ヴァッカースホーフェンの野外博物館には、クプファーツェルに遺されていた1897年から98年に建造された倉庫も、1986年から87年にかけて移築された。この倉庫は、バーデン＝ヴュルテンベルク州で最も古い協同組合の倉庫である。

## 人物
この町は、ドイツの作家カール・ユリウス・ヴェーバーが暮らし、亡くなった町である。

### 出身者
- エバーハルト・フィンクー（1899年 - 1944年）レジスタンス運動家
- アレクサンダー・ショナート（1951年 - ）政治家。バーデン＝ヴュルテンベルク州州議会議員

## 引用
1. ↑  Statistisches Landesamt Baden-Württemberg – Bevölkerung nach Nationalität und Geschlecht am 31. Dezember 2023 (CSV-Datei)